# Palais Valguarnera-Gangi

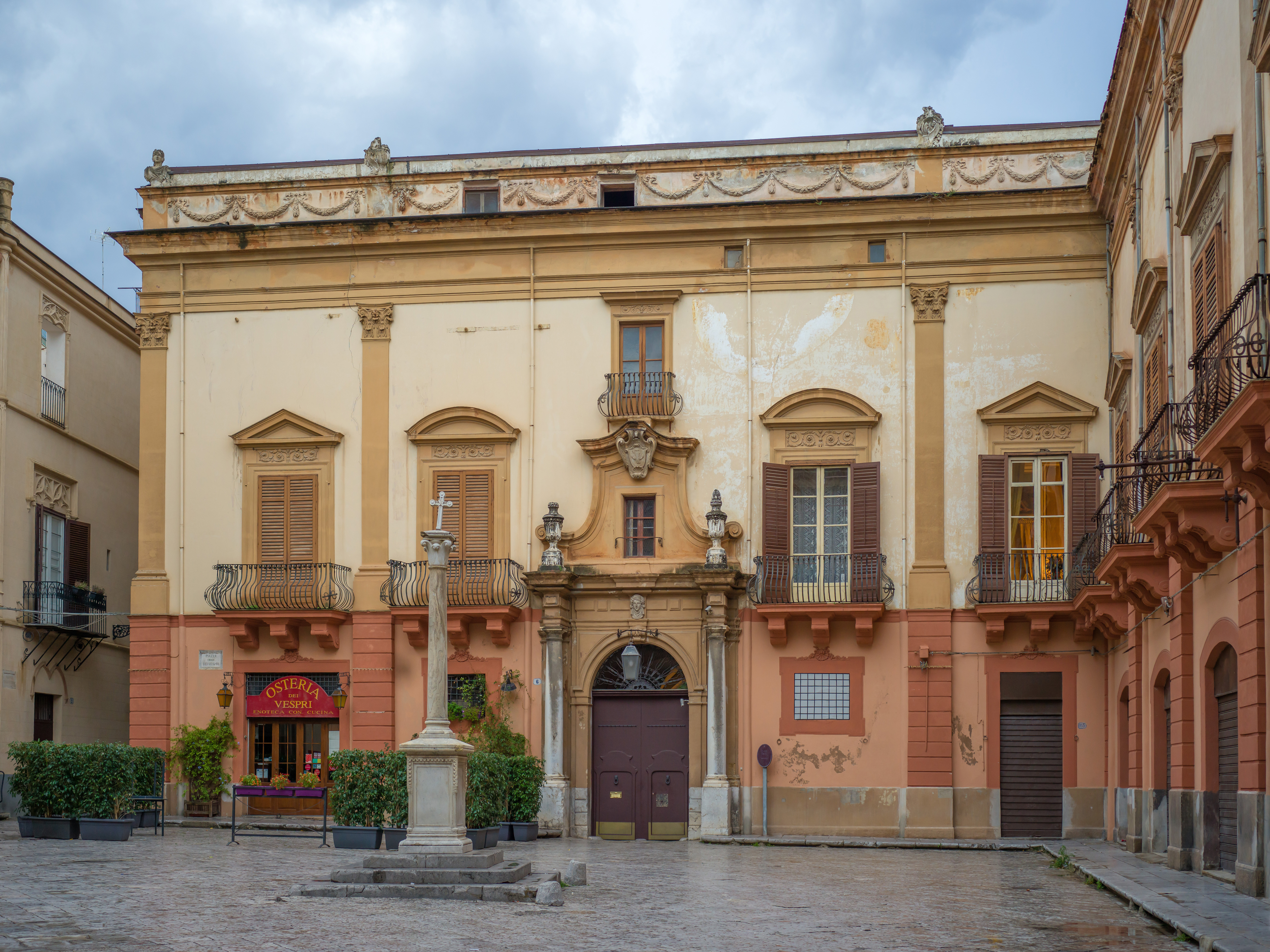
Façade sur la place Croce dei Vespri.

Le palais Valguarnera-Gangi, également appelé palais Gangi, est un édifice du XVIIIe siècle au centre du quartier de la Kalsa, à Palerme, en Sicile. Propriété des princes Valguarnera, puis des princes Gangi, il se situe sur la Piazza Croce dei Vespri. Sa construction, typique du baroque sicilien, commença vers 1750 et s'acheva dans les années 1780.

## Histoire
Le prince Pietro Valguarnera épousa en 1748 sa nièce Marianna, fille aînée de son demi-frère. Marianna était l'unique héritière du palais Valguarnera et des terres de la Villa Valguarnera à Bagheria. Les deux époux entreprirent bientôt l'agrandissement et la réfection du palais existant, endommagé par le tremblement de terre de Palerme en 1751.
Les travaux, supervisés par Marianna Valguarnera, furent conduits à partir des années 1750 par un jeune architecte originaire de Trapani, Andrea Giganti (ou Gigante), élève de Giovanni Biagi Amico. Andrea Giganti agrandit le palais en ajoutant une aile où se trouve l'actuelle galerie des Miroirs, typique du baroque sicilien, avec son double plafond ajouré et son pavement en majolique de Vietri,. Il fallut dix ans pour réaliser cette salle. Dans le même esprit, la voûte de la salle de bal, ou « Grand Salon », est décorée de stucs rococo et de fresques tandis que le sol est, là encore, en majolique historiée. Giganti a également conçu les petites pièces dites « poudreuses », au fond de la galerie des Miroirs, cette fois dans le goût chinois.
Toutefois, quelques années plus tard, le grand architecte sicilen du néoclassicisme Giuseppe Venanzio Marvuglia, revint de Rome, et il semble que son influence ait été déterminante sur la suite des travaux. Ainsi le Salon ovale, avec ses murs dorés ponctués de pilastres et sa voûte ornée d'une fresque allégorique attribuée à Giuseppe Velasco, s'apparente-t-il au style pompéien. Enfin, dans les années 1780, le nouveau prince Gangi, Giuseppe Emanuele Valguarnera, fit appel à l'architecte néoclassique Giovanni Battista Cascione, à qui des documents d'époque permettent d'attribuer l'escalier monumental qui mène au piano nobile.
Les façades extérieures du palais relèvent quant à elles du baroque sicilien, tout en présentant un aspect moins ouvragé que les bâtiments de la même époque. Selon la tradition classique, les frontons des hautes fenêtres du piano nobile alternent triangles et arcs de cercle.
Situé au cœur de la ville, il mesure 8000 m².
Le palais Gangi a connu d'importants travaux de restauration durant ces dernières années à l'initiative de ses propriétaires, le prince et la princesse Vanni Calvello Mantegne di Gangi. Certaines pièces peuvent se visiter sur rendez-vous, notamment la salle de bal, qui peut être louée pour diverses occasions.
En 2016, dans un entretien au Corriere Della Sera, la princesse Carine menace de vendre la bâtisse en raison d'une récente réforme fiscale. Le palais est dans le patrimoine de la famille de son mari depuis son origine.

## Au cinéma
C'est dans plusieurs pièces de ce palais, en particulier dans la salle de bal et la galerie des Miroirs, que Luchino Visconti a tourné la scène du bal du Guépard en 1963.